# هزی‌آباد
هزی‌آباد (به ترکی آذربایجانی: Həziabad) یک منطقه مسکونی در جمهوری آذربایجان است که در شهرستان جلیل‌آباد واقع شده است. هزی‌آباد ۱۷۸۸ نفر جمعیت دارد.